# Euclystis ageta
Euclystis ageta là một loài bướm đêm trong họ Erebidae.